# Laminafroneta bidentata
Laminafroneta bidentata är en spindelart som först beskrevs av Holm 1968.  Laminafroneta bidentata ingår i släktet Laminafroneta och familjen täckvävarspindlar. Inga underarter finns listade i Catalogue of Life.